# Edwin Kimutai Kipchom
Edwin Kimutai Kipchom (* 1984) ist ein kenianischer Marathonläufer.
2005 wurde er Zwölfter beim Peking-Marathon, und 2006 wurde er Dritter beim Alexander-der-Große-Marathon und gewann den Košice-Marathon mit seiner persönlichen Bestzeit von 2:12:53 h. Im Jahr darauf siegte er beim Porto-Marathon.
2008 wurde er Neunter beim Sevilla-Marathon, und 2009 wurde er Siebter beim Belgrad-Marathon und Zweiter beim Athen-Marathon.